# Großsteingrab Ohrfeld

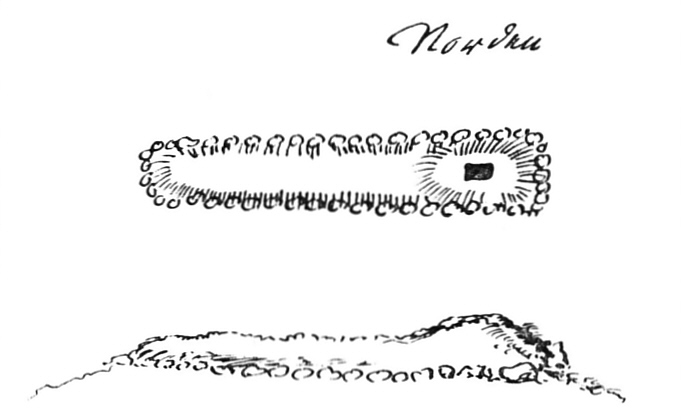
Zeichnung des Großsteingrabes bei Ohrfeld von Pastor Jensen, ca. 1838

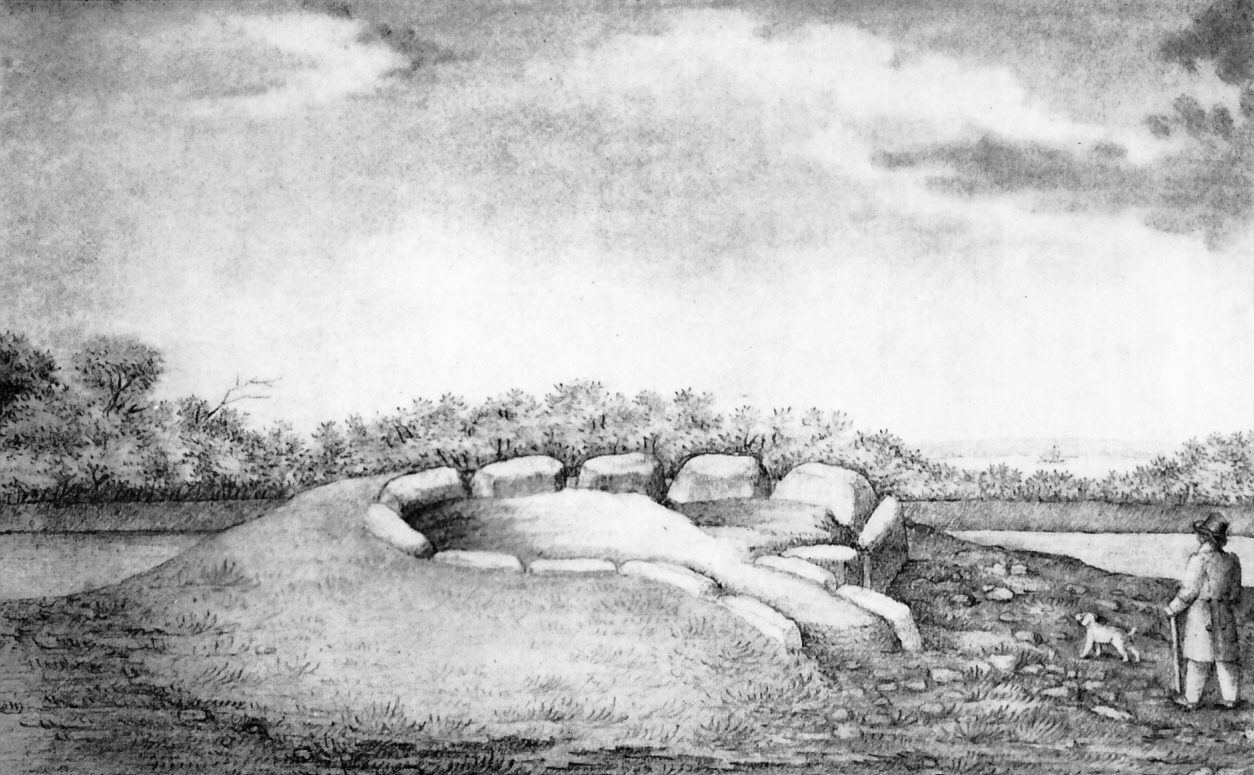
Zeichnung des Großsteingrabes bei Ohrfeld von Pastor Jensen, ca. 1838

Das Großsteingrab Ohrfeld war eine jungsteinzeitliche Megalithanlage nahe dem Ortsteil Ohrfeld der Gemeinde Niesgrau, Amt Geltinger Bucht im Kreis Schleswig-Flensburg, Schleswig-Holstein.

## Beschreibung
Das Großsteingrab befand sich in der Nähe des Guts Ohrfeld. Nach einem Bericht des Pastors Jensen wurde es 1833 geöffnet und in der Folgezeit völlig abgetragen. Es gehörte zum Typ der Hünenbetten und war ost-westlich orientiert. Innerhalb der Einfassung befand sich ein Grabhügel unbekannter Größe mit einer Erhöhung an der Ostseite. Unter dieser Erhöhung lag das Ganggrab. Die Kammer besaß vier Decksteine und einen Zugang im Süden. Nach den Angaben des Pastors Jensen hatte die Kammer mit einer Höhe von 6 Fuß (ca. 2,00 m) eine außergewöhnliche Höhe. Die Länge und Breite des Raumes beschreibt er als so groß, „dass 10 Mann in demselben um ein brennendes Feuer haben liegen können.“ Ernst Sprockhoff führt das Grab in seinem „Atlas der Megalithgräber Deutschlands“ unter der Nummer 23. Nach einem Bericht von 1852 gab es in der Nähe noch ein weiteres Großsteingrab, dessen genaue Lage jedoch unbekannt ist.